# سنط حريري الورق
سنط حريري الورق (الاسم العلمي: Acacia sericophylla)، شجيرة أو شجرة تُعرف باسم قرانيا الصحراء أو بلوط الصحراء. بالنسبة للسكان الأصليين الأستراليا من شعب نانغومارتا، تُعرف باسم بيركالا. وينتمي السنط حريري الورق إلى جنس السنط.
موطنها الأصلي في الإقليم الشمالي ومنطقة كيمبرلي وبيلبارا في غرب أستراليا. كما أنها توجد في نيو ساوث ويلز وجنوب أستراليا.